# 台湾共産党
台湾共産党（たいわんきょうさんとう）では、1928年（昭和3年）4月に上海において結成された日本統治下の台湾における台湾人政治運動の最左翼である共産主義政党について説明する。

## 概説
1928年4月15日に上海のフランス租界にてコミンテルンの指導と援助の下結党された。正式名称は「日本共産党台湾民族支部」である。結党当日の出席者は、主要メンバーである謝雪紅、林木順など台湾人7名と、中国共産党代表の澎栄と、朝鮮人共産主義者の呂運亨の9名であった。
台湾共産党の綱領は、日本共産党が起草し、中国共産党が承認したものだったが、「台湾民族の独立」と「台湾共和国の建設」が掲げており、日本の台湾統治を正面から否定するものであった。
台湾共産党の党としての活動は、結党してから終始地下活動の域を出ず、左派が影響力を強めていた後期の台湾文化協会ならびに台湾農民組合を中心に活動を続けた。1929年（昭和4年）2月21日台湾総督府は台湾文化協会と農民組合そして台湾共産党を対象として大検挙を行い、左派勢力に大打撃を与えた。そして、1931年6月6日に台湾共産党の主要幹部を一斉に逮捕し、台湾共産党は結党からわずか3年で活動停止を余儀なくされた。